# Wind It Up
"Wind It Up" är en låt skriven av Gwen Stefani och Pharrell Williams för en modeshow för Stefanis klädkedja L.A.M.B. i september 2005. Låten framfördes sedan på turnén Harajuku Lovers Tour 2005 i oktober. Under turnén fick den ett gynnsamt mottagande och spelades då in för hennes andra studioalbum, The Sweet Escape, som släpptes 2006. Låten samplar "The Lonely Goatherd" från Sound of Music.
"Wind It Up" fick blandad kritik av musikpressen och kritiserades för dess användning av joddling. Låten släpptes som albumets första singel i slutet på 2006 och nådde topp tjugo på de flesta listor. Låtens musikvideo, som blev populär på TV-program som Total Request Live, regisserades av Sophie Muller och innehåller anspelningar på Sound of Music.

## Bakgrund

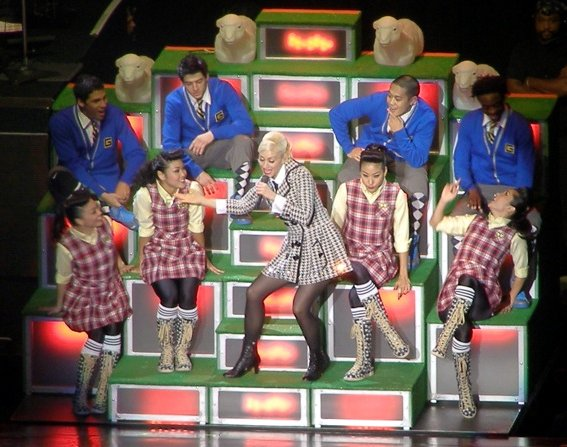
Scenen designades som en kulle med får när låten framfördes för att efterlikna en scen från Sound of Music.

I juli 2005 började Stefani skriva och spela in nytt material med Pharrell Williams i Miami, Florida. Under ett av sammankomsterna skrev de "Wind It Up" till en modeshow som ägde rum i september 2005 och visade 2006 års kollektion av Stefanis klädkedja L.A.M.B.
Stefani bad DJ:en Jeremy Healy göra en mix med låten och "The Lonely Goatherd", en låt från Richard Rodgers och Oscar Hammersteins musikal och film Sound of Music från 1965. Stefani betraktade Sound of Music som sin favoritfilm och ville lägga till taktslag och rytm till en låt från filmen. Stefani sa, "Jag bokstavligen grät, och jag överdriver inte, när jag hörde mixen". Williams ogillade dock tillägget av joddling och samplingen av Sound of Music.
Låttexten är inte en berättande historia och Stefani sade att "en låt som 'Wind It Up' handlar inte om någonting". I låten pratar hon om hur pojkar tittar på flickor som dansar. Hon nämner klädkedjan L.A.M.B. när hon sjunger "They like the way that L.A.M.B. is going 'cross my shirt".

## Mottagande
"Wind It Up" mötte blandade åsikter från kritiker. Entertainment Weekly tyckte att basgången var "skräp" och kritiserade att låten saknar melodi och att Stefanis egen klädkedja nämns i låten. Allmusic sade att The Neptunes har gjort samplingen "till ett av deras typiska minimalistiska låtar som Gwen sjunger ut över en klumpig text om sin klädkedja och sin form." About.com gav den tre och en halv stjärna och sade att den var underhållande, men att den lät för mycket som "Rich Girl" från Stefanis debutalbum Love. Angel. Music. Baby. Stylus Magazine hade en delad åsikt om låten och skrev att den "förhindrar att något mindre intressant spelas". MusicOMH kallade låten "avskyvärd och troligen den sämsta starten på ett album i år". IGN tyckte låten lät som "hälften M.I.A. och hälften Julie Andrews".
Många kritiserade tillägget av joddling och samplingen av "The Lonely Goatherd". Rolling Stone kallade låten "joddel-avskyvärd", och The Guardian kallade den "en höjdpunkt av galenskaper". IndieLondon lyfte fram "Wind It Up" som en höjdpunkt på The Sweet Escape och skrev "Stefanis gåva är att hon kan ta något som på papper låter uselt, men ändå lyckas göra det extremt coolt". USA Today tyckte att låten var "campy" och kommenterade att joddlingen var "pinsam". NME tyckte också att låten var "campy" och menade att dess "dumma, sexuella bravad är lika sofistikerad som en tonårspojkes våta dröm".
Mot kritiken sa Stefani:
| ”                       | Jag visste att några inte skulle förstå den men jag tror jag är nog erfaren för att inte bry mig. De som förstod den är Sound of Music-fans och fick en njutning av den. Jag tycker den är briljant och det håller jag fast vid. Varför kan man inte göra något konstigt ett tag? De här låtarna handlar om att ha kul och fåniga album är för att njutas av och inte för att tas för seriöst. | „ |
| – Gwen Stefani, The Sun | |   |

## Listframgångar

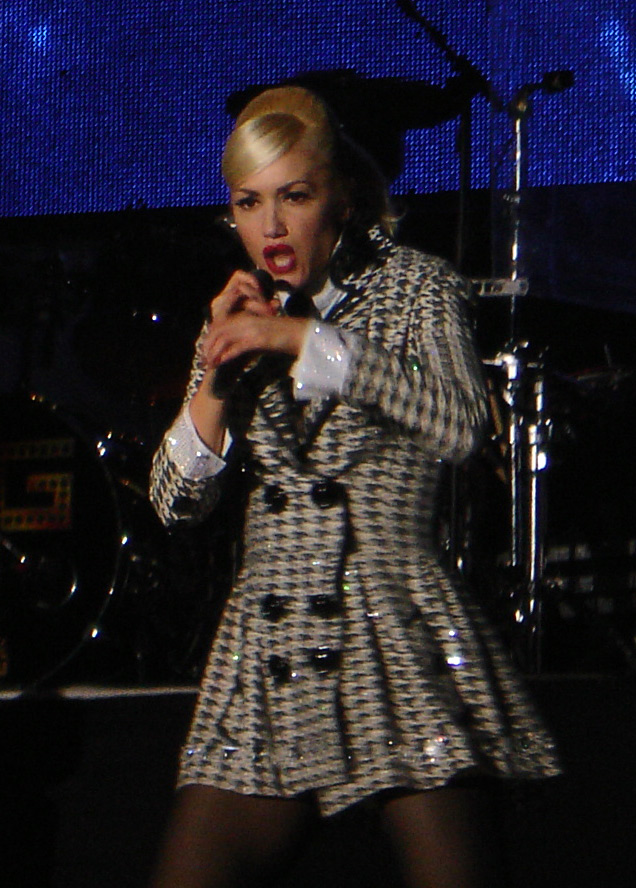
Stefani framför "Wind It Up" på The Sweet Escape Tour.

"Wind It Up" var måttligt framgångsrik i Nordamerika. I USA debuterade låten som numer fyrtio den 18 november 2006 på Billboard Hot 100. Den nådde nummer sex efter fyra veckor och låg kvar på listan i 18 veckor. Den nådde också nummer sju på Pop 100, men bara nummer nitton på Pop 100 Airplay. De nådde nummer fem på Hot Dance Club Play och nummer arton på Mainstream Top 40.
Låten var även smått framgångsrik i Europa och nådde femte plats på Billboards lista European Hot 100 Singles. I Storbritannien debuterade låten som nummer åtta och nådde nummer tre nästa vecka. Den var mindre framgångsrik i andra delar av kontinenten där den nådde topp tio i Belgien, Finland, Irland, Italien, Nederländerna, Norge och Tjeckien och topp tjugo i Frankrike, Schweiz, Sverige och Österrike.
I Australien debuterade "Wind It Up" som nummer åtta och tillbringade sju veckor i topp tio. Den nådde femte plats, låg nitton veckor på listan och certifierades guld av Australian Recording Industry Association. Låten toppade listan i Nya Zeeland i två veckor och låg kvar på listan i tjugo veckor. Tre år senare, den 14 mars 2010, certifierades "Wind It Up" guld av Recording Industry Association of New Zealand.

## Musikvideo

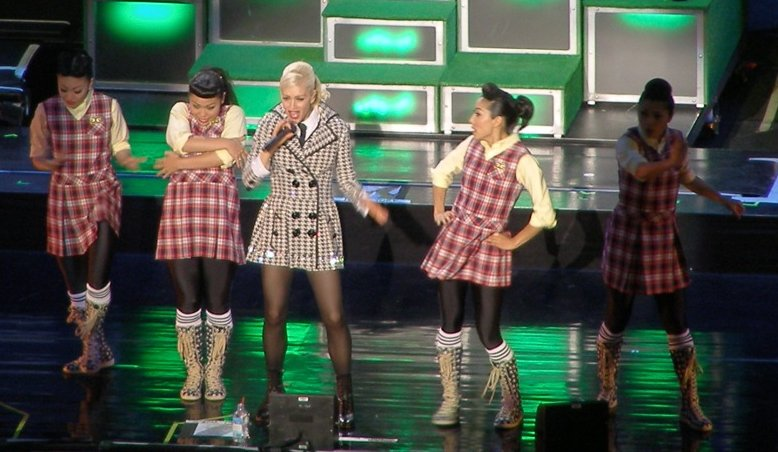
Stefani framför "Wind It Up" på The Sweet Escape Tour.

Låtens musikvideo regisserades av Sophie Muller. Den följer inte någon betydande handling men innehåller kläder och olika scener inspirerade av Sound of Music. Stefani och Harajuku Girls dansar ofta framför blomsterfält och en bakgrund av nyckel-lika symboler gjorda av två ihopsatta G:n. I en scen som efterliknar en från Sound of Music är Stefani klädd som Maria von Trapp och dansarna är klädda i pyjamas och spelar hennes barn. I en annan scen använder Stefani gardiner för att göra sjömanskostymer till dansarna. Stefani spelar också en nunna och en dirigent. I en scen används rök för att skapa en illusion att Stefani är en utbrytarkung under vatten. Hon tar ut nyckeln från munnen vilket är en anspelning på utbrytarkungen Harry Houdinis uppträdanden. Videon producerades också i 3D men den versionen släpptes aldrig. Efter att Jimmy Iovine från Interscope Records sett videon, kontaktade han James Cameron för att göra ytterligare musikvideor i 3D.
Musikvideon sändes först på MTV den 10 november 2006 och hade premiär på kanalens Total Request Live tre dagar senare. Videon debuterade som nummer åtta på programmets lista och nådde till slut nummer två. Efter debuten på MuchMusic den 17 november nådde videon nummer två på kanalens program Countdown den 26 januari 2007. The Guardian recenserade videon och skämtade om Stefanis olika karaktärer i videon, och kallade de "Nunzilla", "Gweninatrix" and "CinderGwennie", och använde videon som exempel till att högtalare kan stängas av.

## Låtlistor
| Europeisk och australisk CD-singel 1. "Wind It Up" (Main Mix) – 3:11 2. "Wind It Up" (Original Neptunes Mix) – 3:08 Europeisk maxi CD-singel 1. "Wind It Up" (Main Mix) – 3:11 2. "Wind It Up" (Original Neptunes Mix) – 3:08 3. "Wind It Up" (Instrumental Mix) – 3:02 4. "Wind It Up" (Video) – 3:11 | Brittisk 12"-vinyl A1. "Wind It Up" (Main Mix) – 3:11 A2. "Wind It Up" (Original Neptunes Mix) – 3:08 B1. "Wind It Up" (Instrumental Main Mix) – 3:11 B2. "Wind It Up" (Instrumental Neptunes Mix) – 3:10 |

## Topplistor och certifikat
| Lista (2006–07)                   | Högsta position |
| --------------------------------- | --------------- |
| Australien                        | 5               |
| Belgien (Flandern)                | 8               |
| Belgien (Vallonien)               | 7               |
| Danmark                           | 14              |
| Europa                            | 5               |
| Finland                           | 6               |
| Frankrike                         | 12              |
| Irland                            | 10              |
| Italien                           | 6               |
| Nederländerna                     | 4               |
| Norge                             | 7               |
| Nya Zeeland                       | 1               |
| Schweiz                           | 14              |
| Slovakien                         | 23              |
| Storbritannien                    | 3               |
| Sverige                           | 20              |
| Tjeckien                          | 9               |
| Tyskland                          | 21              |
| Ungern (Dans)                     | 38              |
| USA Billboard Hot 100             | 6               |
| USA Billboard Hot Dance Club Play | 5               |
| USA Billboard Pop 100             | 7               |
| Österrike                         | 18              |

| Land        | Certifikat |
| ----------- | ---------- |
| Australien  | Guld       |
| Nya Zeeland | Guld       |

| Topplista (2006)      | Position |
| --------------------- | -------- |
| Australien            | 67       |
| Storbritannien        | 145      |
| Topplista (2007)      | Position |
| Belgien (Flandern)    | 56       |
| Belgien (Vallonien)   | 38       |
| Europa                | 52       |
| Nederländerna         | 70       |
| USA Billboard Hot 100 | 83       |